# 皮口站
皮口站位于中国辽宁省大连市普兰店区皮口街道，经过本站的铁路有丹大城际铁路，距丹东站209公里，大连北站84公里，建筑面积1496平方米，为客运三等火车站。

## 历史
皮口站于2015年12月17日随丹大快速铁路一起投入使用。

## 外部連結
- 中国铁路客户服务中心（页面存档备份，存于）